# Diathoneura metallica
Diathoneura metallica är en tvåvingeart som först beskrevs av Sturtevant 1921.  Diathoneura metallica ingår i släktet Diathoneura, och familjen daggflugor. Inga underarter finns listade i Catalogue of Life.